# Ophthalmic and Physiological Optics
Ophthalmic and Physiological Optics (skrót: Ophthalmic Physiol Opt, OPO) – brytyjskie czasopismo naukowe publikujące artykuły z obszaru optometrii, nauki o widzeniu, optyki okulistycznej oraz fizjologicznej; wydawane od 1925 roku. Oficjalny organ brytyjskiego College of Optometrists. Kwartalnik.
Historycznie nazwa czasopisma zmieniała się następująco: „The British Journal of Physiological Optics" (lata 1925–1939), „The Dioptric Review and The British Journal of Physiological Optics. New Series" (1940–1949), „The British Journal of Physiological Optics" (lata 1950–1980, ISSN 0007-1218). Od 1981 tytuł brzmi „Ophthalmic and Physiological Optics".
Czasopismo jest recenzowane i publikuje oryginalne prace dotyczące zarówno podstawowych aspektów nauki o widzeniu, jak i spraw klinicznych oraz stosowanych związanych z optometrią. Materiały mają charakter eksperymentalny, obserwacyjny, teoretyczny lub historyczny. Nacisk położony jest na kwestie ważne dla optometrystów (m.in. takie jak: prowadzenie pojazdu, przyrządy optyczne, wyświetlacze wizualne), choć poruszane są także tematy z zakresu psychologii widzenia, fizjologii czy przywracania widzenia. Głównymi składnikami czasopisma są artykuły poświęcone praktyce optometrii i związanego z nią oprzyrządowania (projektowanie okularów i soczewek kontaktowych, choroby oczu, leki mające wpływ na widzenie).
Redaktorem naczelnym czasopisma jest David B. Elliott – związany z Bradford School of Optometry and Vision Science University of Bradford. Wydawcą jest Blackwell Publishing.
Pismo ma współczynnik wpływu impact factor (IF) wynoszący 2,262 (2017) oraz wskaźnik Hirscha równy 59 (2017). W międzynarodowym rankingu SCImago Journal Rank (SJR) mierzącym znaczenie i prestiż poszczególnych czasopism naukowych „Ophthalmic and Physiological Optics" zostało w 2017 roku sklasyfikowane na:
- 1. miejscu wśród czasopism z zakresu optometrii[8].
- 12. miejscu wśród czasopism z zakresu systemów sensorowych[9].
- 20. miejscu wśród czasopism z zakresu okulistyki[10].

W polskich wykazach czasopism punktowanych przez Ministerstwo Nauki i Szkolnictwa Wyższego publikacja w tym czasopiśmie otrzymywała kolejno: 25-30 punktów (lata 2013-2016) oraz 100 punktów (wg listy punktowanych czasopism z 2019).
Artykuły ukazujące się w tym czasopiśmie są indeksowane m.in. w Academic Search, Current Contents: Clinical Medicine, Journal Citation Reports/Science Edition, PubMed, Psychology & Behavioral Sciences Collection, PsycINFO/Psychological Abstracts, Science Citation Index oraz w Scopusie.